# Eulàlia Griful Ponsati
Eulàlia Griful Ponsati (Barcelona,1957) és una matemàtica catalana, doctora en ciències matemàtiques, professora de la Universitat Politècnica de Catalunya (UPC) i membre de la Sociedad Española de Estadística e Investigación Operativa i de la Societat Catalana de Tecnologia de l'Institut d'Estudis Catalans.

## Biografia
Va néixer a Barcelona el 1957. Fins als 14 anys va estudiar a l'Escola Talitha. Aficionada als esports, de jove va participar en competicions d'atletisme i esquí.
Va estudiar Matemàtiques a la Universitat de Barcelona. Un cop llicenciada, al 1982 va començar la seva vinculació amb l'Escola Tècnica Superior d’Enginyeries Industrial i Aeronàutica de Terrassa (ESEIAAT) de la UPC, impartint assignatures relacionades amb l'estadística i la investigació operativa.
L’any 1990 va presentar la seva tesi doctoral titulada “Descomposició modal de processos arma”, per la qual va rebre el Premi Rafael Campalans a la millor tesi en ciències de l’enginyeria concedit per l'Institut d’Estudis Catalans.
Al 2000 es va integrar en l’equip de direcció de l'ESEIAAT on va ser nomenada sotsdirectora d’Innovació docent. La seva activitat com a gestora universitària la va portar a convertir-se en la primera dona en dirigir una escola superior d’enginyeria industrial i aeronàutica a Espanya. Així, entre els anys 2007-2013 va dirigir l'Escola Tècnica Superior d’Enginyeries Industrial i Aeronàutica de Terrassa (ESEIAAT). També, entre el 2002 i el 2008, va formar part del patronat de la Fundació Politècnica de Catalunya.
En la seva tasca docent hi destaca la participació en diversos projectes d'innovació docent reconeguts per la UPC. Així, l’any 2003 va liderar l’equip guanyador del 6è Premi UPC a la Qualitat en la Docència Universitària, concedit pel Consell Social de la UPC, pel projecte “Enginyeria en Organització Industrial. Implantació dels estudis semipresencials”. Tanmateix va formar part del grup de professorat guardonat amb el 19è Premi UPC a la Qualitat en la Docència Universitària l’any 2016.
Va dirigir el Màster en Aviació Comercial, Direcció Estratègica i Gestió entre els anys 2005 i 2007. També va formar part del grup de professorat guardonat amb la Distinció Jaume Vicens Vives, atorgada per la Generalitat de Catalunya, pel programa Inspire3, iniciativa adreçada a l’estudiantat per al desenvolupament de projectes innovadors i reals, una nova experiència educativa en enginyeria.
El 2015, va rebre el Premi al Reconeixement Acadèmic a una trajectòria dedicada a la docència (Col·legi i l’Associació d’Enginyers Industrials de Catalunya (AEIC/COEIC).
D'altra banda, la seva recerca ha estat dedicada, en bona part, a l’aplicació de tècniques estadístiques en els àmbits de l’enginyeria i, en particular, al control metrològic industrial i la fiabilitat. És autora de publicacions sobre l’aplicació de les tècniques estadístiques en els àmbits de l’enginyeria i d’estudis diversos relacionats amb les noves titulacions universitàries en enginyeria.
Al 2024 és professora vinculada al Departament d'Estadística i Investigació Operativa (DEIO) de la UPC i forma part del Laboratory of Aeronautical and Industrial Research and Studies (L'AIRE). També imparteix docència en el programa de doctorat en Enginyeria Mecànica, Fluids i Aeronàutica de la UPC i és coordinadora del Màster Universitari en Enginyeria d’Organització de l'ESEIAAT.

## Obra publicada
Entre les seves publicacions hi destaquen els llibres següents:
- Barcelona 1930: un atlas social. Edicions UPC, 2001.[12]
- Fiabilidad industrial. Edicions UPC, 2001.[13]
- Gestión de la calidad. Edicions UPC, 2002.[14]